# Oerstedia esbenseni
Oerstedia esbenseni är en djurart som tillhör fylumet slemmaskar, och som först beskrevs av Wheeler 1934.  Oerstedia esbenseni ingår i släktet Oerstedia och familjen Oerstediidae. Inga underarter finns listade i Catalogue of Life.